# Plator solanensis
Espèce
Plator solanensis est une espèce d'araignées aranéomorphes de la famille des Trochanteriidae.

## Distribution
Cette espèce est endémique d'Himachal Pradesh en Inde,. Elle se rencontre vers Solan.

## Description
La femelle holotype mesure 9,00 mm.

## Étymologie
Son nom d'espèce, composé de solan et du suffixe latin -ensis, « qui vit dans, qui habite », lui a été donné en référence au lieu de sa découverte, Solan.

## Publication originale
- Tikader & Gajbe, 1976 : A new species of spider of the genus Plator Simon (family: Platoridae) from India. Journal of the Bombay Natural History Society, vol. 72, no 3, p. 797-799 (texte intégral).